# رانیا علوانی
رانیا علوانی (به انگلیسی: Rania Elwani) (زادهٔ ۱۴ اکتبر ۱۹۷۷) شناگر اهل مصر است.